# Acronicta quinquedentata
Acronicta quinquedentata är en fjärilsart som beskrevs av Tutt. Acronicta quinquedentata ingår i släktet Acronicta och familjen nattflyn. Inga underarter finns listade i Catalogue of Life.